# Annie Mumolo
Anne Marie Mumolo, detta Annie (Irvine, 10 luglio 1973), è un'attrice, comica, sceneggiatrice e doppiatrice statunitense d'origini italiane.

## Filmografia parziale

### Attrice

#### Cinema
- Vita da strega (Bewitched), regia di Nora Ephron (2005)
- Cook Off!, regia di Cathryn Michon e Guy Shalem (2007)
- Le amiche della sposa (Bridesmaids), regia di Paul Feig (2011)
- Shock Therapy TV, regia di Steven Wright (2011)
- Questi sono i 40 (This Is 40), regia di Judd Apatow (2012)
- Afternoon Delight, regia di Jill Soloway (2013)
- The Boss, regia di Ben Falcone (2016)
- Bad Moms - Mamme molto cattive (Bad Moms), regia di Jon Lucas e Scott Moore (2016)
- Barb e Star vanno a Vista Del Mar (Barb & Star Go to Vista Del Mar), regia di Josh Greenbaum (2021)
- Confess, Fletch, regia di Greg Mottola (2022)
- Murder Mystery 2, regia di Jeremy Garelick (2023)
- The Idea of You, regia di Michael Showalter (2024)

#### Televisione
- Due uomini e mezzo (Two and a Half Men) – serie TV, episodio 4x09 (2006)
- Out of Practice - Medici senza speranza (Out of Practice) – serie TV, episodio 1x19 (2006)
- Young Person's Guide to History – miniserie TV, episodio 1 (2008)
- Bad Mother's Handbook – film TV (2008)
- This Might Hurt – film TV (2009)
- Ape Escape – serie TV, 5 episodi (2009)
- Modern Family – serie TV, episodio 4x16 (2013)
- Middle Age Rage – film TV (2013)
- The Goldbergs – serie TV, episodio 1x13 (2014)
- Rake – serie TV, episodio 1x03 (2014)
- About a Boy – serie TV, 27 episodi (2014-2015)
- Transparent – serie TV, episodio 2x04 (2015)
- Lady Dynamite – serie TV, episodio 1x09 (2016)
- Angie Tribeca – serie TV, 5 episodi (2017)

### Doppiatrice
- Father of the Pride – serie TV animata, episodio 1x03 (2004)
- Toot & Puddle: I'll Be Home for Christmas, regia di Ginger Gibbons (2006)
- Fanboy & Chum Chum – serie TV animata, episodi 1x01-1x03 (2009)
- I pinguini di Madagascar (The Penguins of Madagascar) – serie TV animata, episodi 2x08-2x09 (2010)
- Back to the Sea, regia di Thom Lu (2012)
- Manny tuttofare (Handy Manny) – serie TV animata, 5 episodi (2009-2012)
- The Looney Tunes Show – serie TV animata, 11 episodi (2012-2013)
- Curioso come George (Curious George) – serie TV animata, 57 episodi (2006-2015)
- Mike Tyson Mysteries – serie TV animata, episodio 2x04 (2015)

### Sceneggiatrice
- In the Motherhood – serie TV, episodio 1x06 (2009)
- Le amiche della sposa (Bridesmaids), regia di Paul Feig (2011)
- Joy, regia di David O. Russell (2015)
- Sergente Rex (Megan Leavey), regia di Gabriela Cowperthwaite (2017)
- Barb & Star Go to Vista Del Mar, regia di Josh Greenbaum (2021)

### Produttrice
- Le amiche della sposa (Bridesmaids), regia di Paul Feig (2011)
- Joy, regia di David O. Russell (2015)
- Barb & Star Go to Vista Del Mar, regia di Josh Greenbaum (2021)

## Riconoscimenti
- 2012 – Premio Oscar
  - Candidatura alla migliore sceneggiatura originale (Le amiche della sposa)
- 2012 – BAFTA Awards
  - Candidatura alla migliore sceneggiatura originale (Le amiche della sposa)

## Doppiatrici italiane
Nelle versioni in italiano delle opere in cui ha recitato, Annie Mumolo è stata doppiata da:
- Tiziana Avarista in The Boss, Barb e Star vanno a Vista Del Mar, Confess, Fletch
- Monica Bertolotti ne Le amiche della sposa
- Katia Sorrentino in Transparent
- Claudia Razzi in The Goldbergs
- Jolanda Granato in Bad Moms - Mamme molto cattive
- Ilaria Stagni in Doctor Odyssey